# 永安堂站
永安堂站位于中华人民共和国湖北省武汉市汉阳区，是武汉地铁4号线的地铁车站。

## 車站结构
车站位于汉阳大道与仙女山路交汇处东侧，沿汉阳大道布置。 由于本站临近扁担山陵园，所以每当清明节时期，本站都会出现大客流，以至于本站和王家湾站不得不进行客流管控。

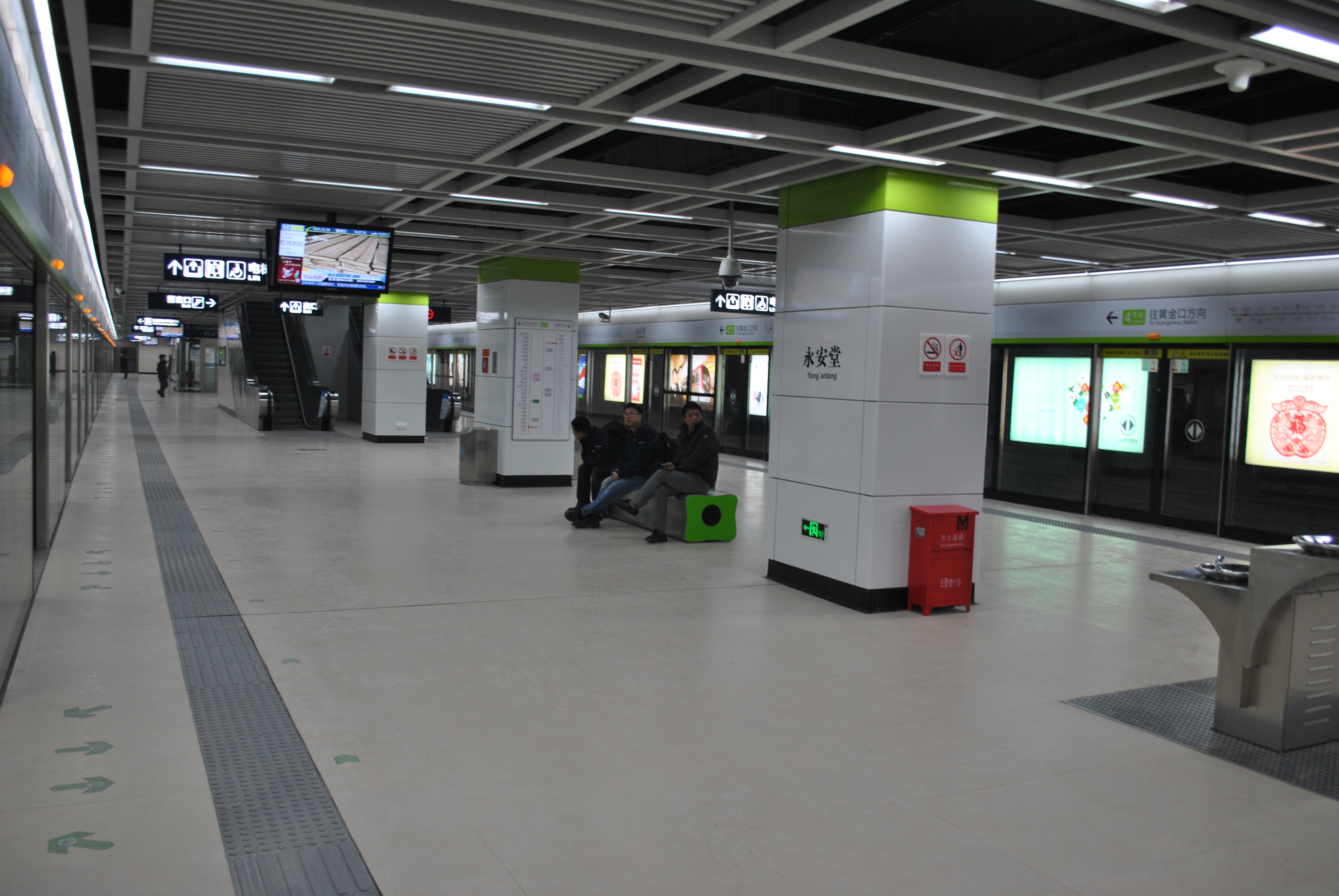
站台層

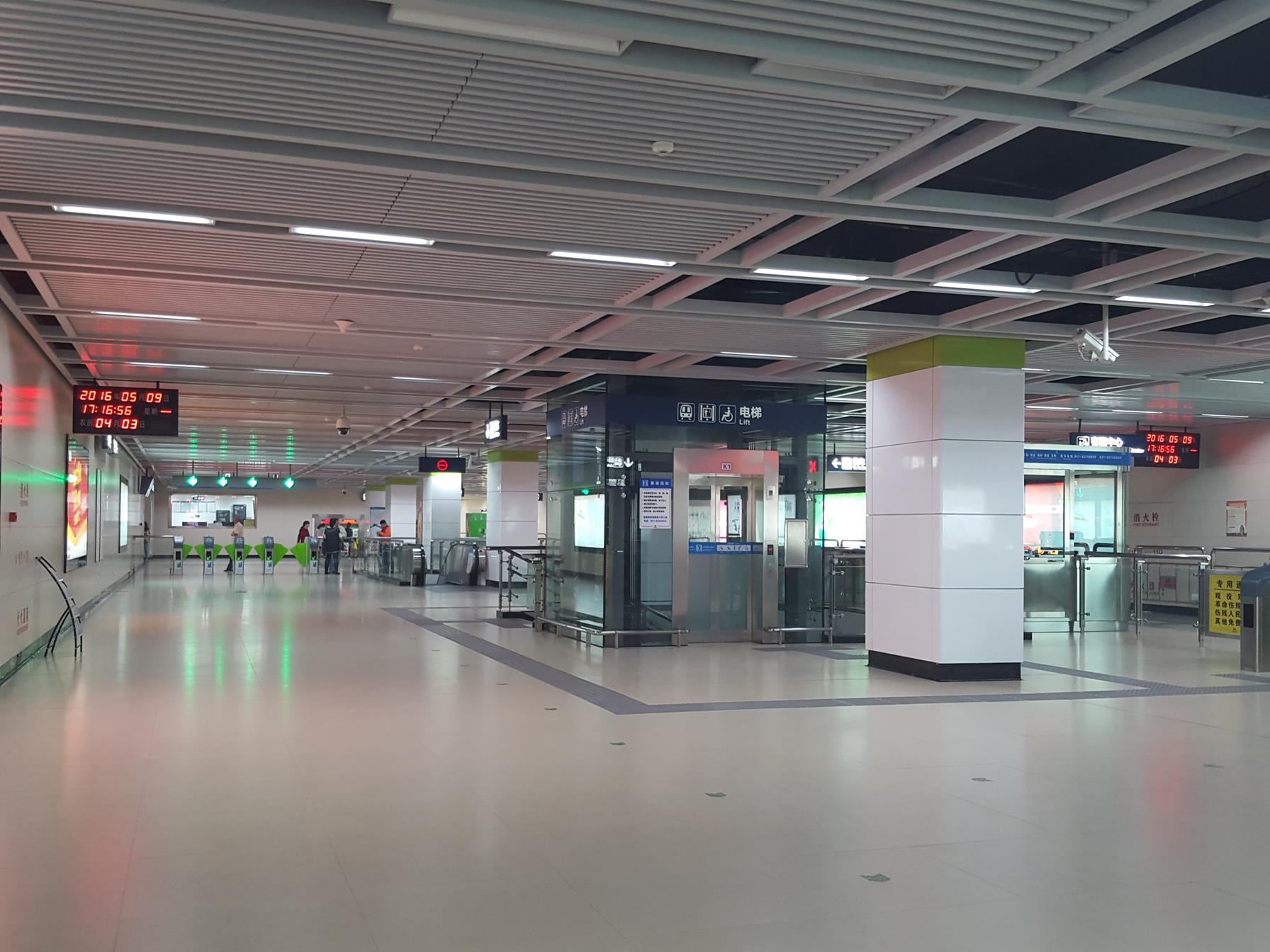
站廳層

### 楼层分布
| 地面     | 地面               | 出入口                               |  |  |
| 地下一层 | 站厅               | 售票机、客服中心、武漢通充值、洗手間 |  |  |
| 地下二层 |                    | █ 4号线 往柏林（孟家铺）             |  |  |
|          | 岛式站台，左侧开门 |                                      |  |  |
|          |                    | █ 4号线 往武汉火车站（玉龙路）       |  |  |

### 車站出口
|                                                 |      |                               |
| 出口編號                                        | 設施 | 建議前往的目的地              |
| A                                               |      | 漢陽大道 扁担山公墓陵园       |
| B                                               |      | 漢陽大道                      |
| C                                               |      | 漢陽大道                      |
| D                                               |      | 漢陽大道 花園灣路、永安堂小學 |
| 注： 設有升降機 \| 設有輪椅升降台 \| 設有洗手間 |      |                               |

## 运营信息
- 4号线首末班车时间

### 内部链接
- 武汉地铁车站列表